# Ross Taylor (Cricketspieler)
Luteru Ross Poutoa Lote Taylor (* 8. März 1984 in Lower Hutt, Neuseeland) ist ein neuseeländischer Cricketspieler, der zwischen 2006 und 2022 für die neuseeländische Nationalmannschaft spielte.

## Kindheit und Ausbildung
Seine Mutter immigrierte in ihrer Jugend aus Samoa nach Neuseeland. Er ing in Wairarapa zur Schule und spielte dort zunächst Hockey. Da er auch gut im Cricket war, spielte er in der Kleinstadt schon mit 12 Jahren mit den Erwachsenen. In der Saison 2000/01 war er Kapitän der U19-Nationalmannschaft Neuseelands.

## Aktive Karriere

### Anfänge in der Nationalmannschaft
Sei First-Class-Debüt gab er für die Central Districts in der Saison 2002/03. Nachdem er drei Centuries zum Beginn der Saison 2005/06 erreicht hatte, kam er in den Blickpunkt der Selektoren der neuseeländischen Nationalmannschaft. Sei Debüt in der Nationalmannschaft gab er im März 2006 im vierten WODI der Tour gegen die West Indies. Bei der Tour gegen Sri Lanka im Dezember 2006 erreichte er dann sein erstes Century, als ihm 128* Runs aus 133 Bällen erzielte. Auch absolvierte er bei der Tour sein erstes Twenty20 für das Team. Ein weiteres ODI-Century gelang ihm im Februar 2007 gegen Australien, als er im zweiten Spiel 117 Runs aus 127 Bällen erreichte und als Spieler des Spiels ausgezeichnet wurde. Daraufhin wurde er für den Cricket World Cup 2007 in den West Indies nominiert, wobei seine beste Leistung 85 Runs gegen Kenia in der Vorrunde waren, wofür er als Spieler des Spiels ausgezeichnet wurde.
Im September 2007 war er Teil der Mannschaft bei der ersten ICC World Twenty20, bei der er in der Vorrunde gegen Sri Lanka ein Half-Century über 62 Runs erreichte, was jedoch nicht zum Sieg reichte. Sein Test-Debüt gab er auf der Tour in Südafrika im November 2007. Im März 2008 kam England zu Besuch und so konnte er mit 120 Runs aus 235 Bällen im ersten Test sein erstes Test-Century erreichen. Zwei Monate darauf reiste das neuseeländische Team nach England und ihm gelang ein weiteres Test-Century über 154 Runs aus 176 Bällen. Die Saison 2008/09 begann er mit einem ODI-Century über 103 Runs aus 119 Bällen in Bangladesch, womit er den Seriengewinn sicherte. Zum Ende der Saison auf der Tour gegen Indien konnte er dann im zweiten Test 151 Runs aus 204 Bällen und im dritten mit 107 Runs aus 165 Bällen zwei weitere Centuries erreichen.

### Aufstieg zum Kapitän und Absetzung
Beim ICC World Twenty20 2009 zeigte er solide, aber keine herausragenden Leistungen. Im März 2010 erzielte Taylor gegen Australien im zweiten Test ein Century über 138 Runs aus 104 Bällen. Im März 2011 reiste er mit dem Team zum Cricket World Cup 2011 nach Südasien. Dort konnte er gegen Pakistan ein Century über 131* Runs aus 124 Bällen erreichen und so das Spiel für Neuseeland entscheiden. Im folgenden Spiel gegen Kanada konnte er dann noch ein Fifty über 74 Runs hinzufügen. Taylor lieferte auch weitere solide Leistungen bei dem Turnier und Neuseeland scheiterte später im Halbfinale an Sri Lanka. Daniel Vettori hatte vor dem Turnier angekündigt, nach der Weltmeisterschaft die Kapitänsrolle abzulegen, sodass Taylor diese von ihm übernahm. Als dieser konnte er dann bei seinem ersten Einsatz in Simbabwe erfolgreich alle drei Serien gewinnen und selbst bei der einzigen Niederlage während der Tour ein Century über 119 Runs aus 126 Bällen im dritten ODI erzielen. Nachdem eine Test-Serie in Australien unentschieden geendet hatte, gelang ihm bei der siegreichen Tour gegen Simbabwe im Test ein Century über 122 Runs aus 201 Bällen. Die Saison schloss mit Niederlagen in allen drei Serien bei der Tour gegen Südafrika. Auch im Sommer 2012 blieb er mit dem Team erfolglos. So verlor er alle drei Serien in den West indies, wobei ihm selbst ein Century im vierten ODI über 110 Runs aus 115 Bällen gelang. Auch gelang ihm ein Century über 113 Runs aus 127 Bällen im zweiten Test in Indien, doch ging auch diese Test-Serie verloren.
Beim ICC World Twenty20 2012 erreichte er ein Half-Century über 62* Runs gegen die West Indies, schied jedoch in der Super-8-Runde mit dem Team aus dem Turnier aus. Bei der Tour in Sri Lanka konnte er im zweiten Test ein Century über 142 Runs aus 306 Bällen im ersten und ein Fifty über 74 Runs im zweiten innings erzielen und wurde dafür als Spieler des Spiels ausgezeichnet. Da auch diese Tour nicht gut verlief, kam es im Nachhinein zu Uneinigkeiten mit dem Management und Taylor verlor seinen Job als Kapitän an Brendon McCullum. Da die Art und Weise wie dieser Vorgang sehr umstritten war, führte dies zu Zerwürfnissen zwischen Taylor und der Teamleitung. Im Februar 2013 spielte er wieder für das Team und konnte gegen England im zweiten ODI ein Century über 100 Runs aus 117 Bällen erreichen.

### Seine starke Phase
Nachdem er von der Bürde der Kapitänsrolle enthoben war, konnte er sich nun wieder mehr auf sein Spiel konzentrieren. Im November 2013 erreichte er in Bangladesch ein Century über 107* Runs aus 93 Bällen. Es folgte eine Tour gegen die West Indies, bei dem er im ersten Test ein Double-Century über 217* Runs aus 319 Bällen erzielte. In den folgenden beiden Tests konnte er ebenfalls jeweils ein Century erreichen (129 Runs aus 227 Bälle und 131 Runs aus 264 Bällen) und hatte so großen Anteil am Sieg der Serie. Im Januar folgten zwei weitere Centuries in den ODIs gegen Indien (112* Runs aus 127 Bällen und 102 Runs aus 106 Bällen). Zum Abschluss der Saison 2013/14 konnte er beim ICC World Twenty20 2014 in Bangladesch ein Half-Century über 62 Runs gegen Südafrika erreichen, was jedoch nicht zum Sieg reichte und letztendlich zum frühen Ausscheiden aus dem Turnier führte.
In der Saison 2014/15 gelangen ihm zunächst bei der Tour gegen Pakistan in den Vereinigten Arabischen Emiraten je ein Century in den Tests (104 Runs aus 133 Bällen) und den ODIs (105* Runs aus 135 Bällen). Im Februar kam dann Pakistan nach Neuseeland, wobei er im zweiten ODI 102* Runs aus 70 Bällen erreichte. Es folgte der Cricket World Cup 2015 in Australien. Seine beste Leistungen dabei war ein Fifty über 56 Runs gegen Bangladesch, jedoch reichten seine 40 Runs im Finale nicht zum Sieg gegen Australien. Im Sommer 2015 konnte er zwei ODI-Centuries in England (119* Runs aus 96 Bällen und 110 Runs aus 123 Bällen) und eines in Simbabwe (112* Runs aus 122 Bällen) erzielen. Im November 2015 in Australien konnte er dann mit einem Double-Century über 290 Runs aus 374 Bällen sein bestes Test-Ergebnis überhaupt erreichen.

### Auf dem Weg zur letzten Weltmeisterschaft
Im Sommer 2016 gelangen ihn in der Test-Serie in Simbabwe zwei Centuries (173* Runs aus 299 Bällen und 124* Runs aus 173 Bällen). In der Saison 2016/17 konnte er dann zunächst mit 102* Runs aus 134 Bällen im zweiten Test gegen Pakistan den Sieg sichern. Im Februar 2017 folgten dann jeweils ein ODI-Century bei den Heimtouren gegen Australien (107* Runs aus 101 Bällen) und Südafrika (102* Runs aus 110 Bällen) erzielen. Während der ICC Champions Trophy 2017 konnte er bei der entscheidenden Niederlage gegen Bangladesch ein Fifty über 63 Runs erreichen, und so schied Neuseeland in der Vorrunde aus. In der Saison 2017/18 erzielte er zunächst in den Tests gegen die West Indies ein Century (107* Runs aus 198 Bällen), bevor er zwei weitere (113* Runs aus 116 Bällen und 181* Runs aus 147 Bällen) in der ODI-Serie gegen England erreichte. In allen drei Spielen wurde er als Spieler des Spiels ausgezeichnet.
In der Saison 2018/19 gelang ihm neben einem Century über 137 Runs aus 131 Bällen in den ODIs gegen Sri Lanka ein Double-Century über 200 Runs aus 212 Bällen in den Tests gegen Bangladesch. Im Sommer 2019 beim Cricket World Cup 2019 konnte er zunächst mit einem Half-Century über 82 Runs gegen Bangladesch den Sieg sichern und wurde so als Spieler des Spiels ausgezeichnet. Ein weiteres Half-Century über 69 gelang ihm beim Sieg eggen die West Indies. Im Halbfinale gegen Indien konnte er noch einmal 74 Runs erzielen und so als bester neuseeländischer Batter das Team ins Finale führen. Dort schied er gegen England frühzeitig n ach einer umstrittenen Entscheidung aus und Neuseeland verlor das Spiel auf Grund zu weniger Boundaries.

### Bis zum Karriereende
Im November 2019 gelang ihm ein letztes Test-Century gegen England, als er 105* Runs aus 186 Bällen im zweiten Test erzielte und so den Seriengewinn sicherte. Im Februar 2020 folgte dann gegen Indien ein weiteres ODI-Century (109* Runs aus 84 Bällen), sowie zwei Half-Centuries (54* und 53 Runs) in den Twenty20s. In der Folge spielte er nur noch wenige Spiele, auch auf Grund der COVID-19-Pandemie. Im Dezember 2021 verkündete er, dass er sich nach der Saison vom internationalen Cricket zurückziehen wolle. Bei der Tour der Niederlande bestritt er dann nach 16 Jahren sein letztes Spiel in der Nationalmannschaft.